# فينومينوغرافيا
الفينومينوغرافيا هو منهج بحث نوعي، ضمن نموذج التفسير، يبحث في الطرق المختلفة نوعيًا التي يختبر فيها الناس شيئًا ما أو يفكرون فيه. إنه نهج للبحث التربوي ظهر في المنشورات في أوائل الثمانينيات. نشأ في البداية من أساس تجريبي وليس نظري أو فلسفي.
على الرغم من كونه نهجًا منهجيًا راسخًا في التعليم لعدة عقود، فقد تم الآن تطبيقه على نطاق واسع إلى حد ما في مجموعة من التخصصات المتنوعة مثل الإدارة البيئية، وبرمجة الحاسوب، والكفاءة في مكان العمل، وممارسات التدويل.